# Viking Fotballklubb 1974
Questa voce raccoglie le informazioni riguardanti il Viking Fotballklubb nelle competizioni ufficiali della stagione 1974.

## Rosa
| N. |                     | Ruolo | Calciatore       |
| -- | ------------------- | ----- | ---------------- |
|    | Norvegia (bandiera) | P     | Reidar Instanes  |
|    | Norvegia (bandiera) | P     | Erik Johannessen |
|    | Norvegia (bandiera) | D     | Henning Aamodt   |
|    | Norvegia (bandiera) | D     | Harald Andersen  |
|    | Norvegia (bandiera) | D     | Rolf Björnsen    |
|    | Norvegia (bandiera) | D     | Anbjørn Ekeland  |
|    | Norvegia (bandiera) | D     | Reidar Goa       |
|    | Norvegia (bandiera) | C     | Gunnar Berland   |
|    | Norvegia (bandiera) | C     | Svein Kvia       |

| N. |                     | Ruolo | Calciatore         |
| -- | ------------------- | ----- | ------------------ |
|    | Norvegia (bandiera) | C     | Olav Nilsen        |
|    | Norvegia (bandiera) | C     | Sigbjörn Slinning  |
|    | Norvegia (bandiera) | C     | Inge Valen         |
|    | Norvegia (bandiera) | C     | Torbjörn Svendsen  |
|    | Norvegia (bandiera) | C     | Svein Hammerö      |
|    | Norvegia (bandiera) | C     | Johannes Vold      |
|    | Norvegia (bandiera) | A     | Trygve Johannessen |
|    | Norvegia (bandiera) | A     | Arvid Knutsen      |
|    | Norvegia (bandiera) | A     | Hans Edgar Paulsen |